# Haut-commissaire du territoire sous tutelle des îles du Pacifique
Le haut-commissaire du territoire sous tutelle des îles du Pacifique est le représentant des États-Unis de 1944 à 1991 dans le territoire sous tutelle des îles du Pacifique. À partir de cette date, les différents territoires obtiennent leur indépendance.

## Gouverneurs militaires
- John H. Hoover (mars 1944 - 19 juin 1944)
- Chester W. Nimitz (19 juin 1944 - 24 novembre 1945)
- Raymond A. Spruance (24 novembre 1945 - 3 février 1946)
- John H. Towers (3 février 1946 - 28 février 1947)
- Louis E. Denfeld (28 février 1947 - 18 juillet 1947)

## Haut-commissaires
- Louis E. Denfeld (18 juillet 1947 - 17 avril 1948)
- DeWitt Clinton Ramsey (17 avril 1948 - 1er mai 1949)
- Arthur W. Radford (1er mai 1949 - 6 janvier 1951)
- Elbert D. Thomas (6 janvier 1951 - 11 février 1953)
- Frank E. Midkiff (13 mars 1953 - 1er septembre 1954)
- Delmas H. Nucker (1er septembre 1954 - 1er mai 1961) (intérim jusqu'en novembre 1956)
- Maurice W. Goding (1er mai 1961 - 27 mai 1966)
- William R. Norwood (27 mai 1966 - 1er mai 1969) (intérim jusqu'au 1er août 1966)
- Edward E. Johnston (1er mai 1969 - 1er juillet 1976)
- Peter Tali Coleman (1er juillet 1976 - 9 juillet 1977) (intérim)
- Adrian P. Winkel (9 juillet 1977 - 1981)
- Janet J. McCoy (décembre 1981 - 10 juillet 1987)

## Directeur du bureau de transition
- Charles Jordan (politicien) (3 novembre 1986 - 30 septembre 1991)

## Note
- Les Palaos ont continué à être administrées par le Département de l'Intérieur des États-Unis jusqu'en 1994.